# Spogostylum tripunctatum
Spogostylum tripunctatum är en tvåvingeart som först beskrevs av Christian Rudolph Wilhelm Wiedemann 1820.  Spogostylum tripunctatum ingår i släktet Spogostylum och familjen svävflugor. Inga underarter finns listade i Catalogue of Life.